# ثيستيا
بلدية ثيستيا (بالإسبانية: Cistella) هي بلدية تقع في مقاطعة جرندة التابعة لمنطقة كتالونيا شمال شرق إسبانيا.

## الديموغرافيا
بلغ عدد سكان بلدية ثيستيا 272 نسمة عام 2011 (وفقاً للمعهد الوطني الإسباني للإحصاء).
| 211 | 223 | 222 | 239 | 242 | 238 | 272 |